# Фріленд (Мічиган)
Фріленд (англ. Freeland) — переписна місцевість (CDP) в США, в окрузі Сегіно штату Мічиган. Населення — 7630 осіб (2020).

## Географія
Фріленд розташований за координатами 43°31′3″ пн. ш. 84°6′53″ зх. д. / 43.51750° пн. ш. 84.11472° зх. д. (43.517525, -84.114739).  За даними Бюро перепису населення США в 2010 році переписна місцевість мала площу 17,41 км², з яких 17,05 км² — суходіл та 0,36 км² — водойми.

## Демографія
Згідно з переписом 2010 року, у переписній місцевості мешкало 6969 осіб у 2013 домогосподарствах у складі 1534 родин. Густота населення становила 400 осіб/км².  Було 2096 помешкань (120/км²).
Расовий склад населення:
| - 84,7 % — білих - 12,5 % — чорних або афроамериканців - 0,6 % — азіатів - 0,5 % — корінних американців |

До двох чи більше рас належало 1,2 %. Частка іспаномовних становила 2,9 % від усіх жителів.
За віковим діапазоном населення розподілялося таким чином: 23,3 % — особи молодші 18 років, 68,4 % — особи у віці 18—64 років, 8,3 % — особи у віці 65 років та старші. Медіана віку мешканця становила 34,8 року. На 100 осіб жіночої статі у переписній місцевості припадало 149,3 чоловіків;  на 100 жінок у віці від 18 років та старших — 168,5 чоловіків також старших 18 років.
Середній дохід на одне домашнє господарство  становив 85 208 доларів США (медіана — 75 653), а середній дохід на одну сім'ю — 93 451 долар (медіана — 81 897). Медіана доходів становила 62 400 доларів для чоловіків та 41 604 долари для жінок. За межею бідності перебувало 2,6 % осіб, у тому числі 4,2 % дітей у віці до 18 років та 0,3 % осіб у віці 65 років та старших.
Цивільне працевлаштоване населення становило 3000 осіб. Основні галузі зайнятості: освіта, охорона здоров'я та соціальна допомога — 26,4 %, виробництво — 20,2 %, роздрібна торгівля — 11,4 %, публічна адміністрація — 8,0 %.